# تیم ملی فوتبال نوجوانان ایران
تیم ملی فوتبال زیر ۱۷ سال ایران یا تیم ملی فوتبال نوجوانان ایران نماینده فوتبال کشور ایران در مسابقات نوجوانان آسیا و بین‌المللی است که زیر نظر فدراسیون فوتبال ایران فعالیت می‌کند.
این تیم در مهر ماه سال ۱۳۹۶ توانست تا مرحله یک چهارم نهایی جام جهانی زیر ۱۷ سال صعود کند اما با شکست مقابل اسپانیا از رسیدن به نیمه نهایی بازماند.

## مسابقات آسیایی
- ۱۹۸۶: شرکت نکرد
- ۱۹۸۸ : حضور نداشته‌است
- ۱۹۹۰ : حضور نداشته‌است
- ۱۹۹۲ : حضور نداشته‌است
- ۱۹۹۴ : حضور نداشته‌است
- ۱۹۹۶ : مرحله اول
- ۱۹۸۸ : مرحله اول
- ۲۰۰۰ :  نایب قهرمان
- ۲۰۰۲ : تعلیق
- ۲۰۰۴ : مقام چهارم
- ۲۰۰۶ : یک چهارم نهایی
- ۲۰۰۸ :  قهرمان
- ۲۰۱۰ : مرحله اول
- ۲۰۱۲ : نیمه نهایی
- ۲۰۱۴: یک چهارم نهایی
- ۲۰۱۶:  نایب قهرمان
- ۲۰۱۸ : مرحله اول
- ۲۰۲۰ : راه یافت مسابقات برگزار نشد
- ۲۰۲۳ : نیمه نهایی
- ۲۰۲۵ : راه یافت

## مسابقات جهانی
- ۱۹۸۵ : حضور نداشته‌است
- ۱۹۸۷ : حضور نداشته‌است
- ۱۹۸۹ : حضور نداشته‌است
- ۱۹۹۱ : حضور نداشته‌است
- ۱۹۹۳ : حضور نداشته‌است
- ۱۹۹۵ : حضور نداشته‌است
- ۱۹۹۷ : حضور نداشته‌است
- ۱۹۹۹ : حضور نداشته‌است
- ۲۰۰۱ : مرحله گروهی
- ۲۰۰۳ : حضور نداشته‌است
- ۲۰۰۵ : حضور نداشته‌است
- ۲۰۰۷ : حضور نداشته‌است
- ۲۰۰۹ : مرحله یک‌هشتم نهایی
- ۲۰۱۱ : حضور نداشته‌است
- ۲۰۱۳ : مرحله یک‌هشتم نهایی
- ۲۰۱۷ : مرحله یک چهارم نهایی(پنجم)
- ۲۰۱۹ : حضور نداشته‌است
- ۲۰۲۳ : یک هشتم نهایی
- ۲۰۲۳ : یک هشتم نهایی
- '۲۰۲۵ : حضور ندارد